# Campeonato Gaúcho de Futebol de 1988 - Série A
O Campeonato Gaúcho de Futebol de 1988 foi a 68.ª edição da competição no Estado do Rio Grande do Sul. Participaram da disputa 14 clubes. Os seis melhores decidiram o título. O campeão deste ano foi o Grêmio.

## Participantes
| Clubes        | Cidade            | Participação | Posição em 1987        |
| ------------- | ----------------- | ------------ | ---------------------- |
| Aimoré        | São Leopoldo      | 20.ª         | 2.º da segunda divisão |
| Caxias        | Caxias do Sul     | 27.ª         | 4.º                    |
| Esportivo     | Bento Gonçalves   | 18.ª         | 3.º                    |
| Grêmio        | Porto Alegre      | 46.ª         | 1.º                    |
| Internacional | Porto Alegre      | 44.ª         | 2.º                    |
| Inter/SM      | Santa Maria       | 22.ª         | 7.º                    |
| Juventude     | Caxias do Sul     | 26.ª         | 5.º                    |
| Lajeadense    | Lajeado           | 6.ª          | 12.º                   |
| Passo Fundo   | Passo Fundo       | 10.ª         | 10.º                   |
| Pelotas       | Pelotas           | 32.ª         | 11.º                   |
| Santa Cruz    | Santa Cruz do Sul | 19.ª         | 8.º                    |
| São Paulo     | Rio Grande        | 17.ª         | 9.º                    |
| Brasil        | Pelotas           | 35.ª         | 6.º                    |
| Guarany       | Cruz Alta         | 3.ª          | 1.º da segunda divisão |

## Hexagonal final
Para o hexagonal, se classificaram além do campeão dos turnos (Grêmio), os cinco melhores na campanha geral.
Classificação
| Col. | Clubes        | Pontos |
| ---- | ------------- | ------ |
| 1.º  | Grêmio        | 15     |
| 2.º  | Internacional | 13     |
| 3.º  | Pelotas       | 11     |
| 4.º  | Santa Cruz    | 9      |
| 5.º  | Juventude     | 8      |
| 6.º  | Caxias        | 6      |

## Jogo do título
| 26 de junho de 1988 | Caxias | 0 – 0 | Grêmio | Centenário                                                   |
|                     |        |       |        | Público: 18,370 pagantes Árbitro: Carlos Sérgio Rosa Martins |

## Classificação final
| Col. | Clubes        | Nota                |
| ---- | ------------- | ------------------- |
| 1.º  | Grêmio        | 26.º título         |
| 2.º  | Internacional |                     |
| 3.º  | Pelotas       | Campeão do Interior |
| 4.º  | Santa Cruz    |                     |
| 5.º  | Juventude     |                     |
| 6.º  | Caxias        |                     |
| 7.º  | Inter SM      |                     |
| 8.º  | Esportivo     |                     |
| 9.º  | Aimoré        |                     |
| 10.º | Passo Fundo   |                     |
| 11.º | Lajeadense    |                     |
| 12.º | São Paulo     |                     |
| 13.º | Brasil        | Rebaixado           |
| 14   | Guarany/CA    | Rebaixado           |

## Campeão
| Campeonato Gaúcho de Futebol 1988              |
| ---------------------------------------------- |
| Grêmio Foot-Ball Porto Alegrense (26.º título) |

## Segunda Divisão
- Campeão: Glória (Vacaria)
- Vice-Campeão: Novo Hamburgo